# CR-Baureihe ET7
Die CR-Baureihe ET7 ist eine aus Polen importierte 0-8-0-Tenderlok-Baureihe, die für Industriebahnen entwickelt wurde. Produziert wurde sie in der Lokfabrik Fablok im polnischen Chrzanów. Sie war eine von zwei Industrie-Tenderlok-Baureihen, die um 1960 von Polen nach China exportiert wurden.

## Allgemeines
China kaufte von dieser Tenderlok in den Jahren 1960/1961 insgesamt 90 neue Maschinen, die alle zwischen 1959 und 1961 gebaut worden waren. Der gesamte Lieferbestand umfasste über 400 Loks. Wie vorgesehen, wurden die Loks bei den Industriebahnen Chinas, vorwiegend in der Stahlindustrie, eingesetzt. Die meisten Exemplare hielten sich bis in die 1980er Jahre im aktiven Dienst. Die letzten Fahrzeuge waren drei Schlepptenderloks bei den Stahlwerken von Shanghai, die bis 1993 eingesetzt waren, und eine Tenderlok bei den Stahlwerken von Baotou, die im Juli 1994 ihren Dienst beendete. Drei Exemplare könnten heute noch bei den Stahlwerken in Baotou erhalten sein.

## Technische Daten
Die zweizylindrige Tenderlok erreicht eine Höchstgeschwindigkeit von 40 km/h und hat ein Gesamtgewicht von 66 Tonnen. Sie fasst 3 Tonnen Kohle und 6,5 m³ Wasser. Die 90 Loks in China wurden mit einer Mittelkupplung ausgerüstet. Ein Teil des Bestandes wurde später zu Schlepptenderloks umgebaut. Sie erhielten die gleichen Tender wie die Baureihe PL2.